# Vers rhopaliques
Un poème en vers rhopaliques est un poème dont le premier vers ne possède qu'une syllabe et les vers suivants une syllabe de plus
que le vers précédent (le poème forme un triangle).
Éventuellement, à partir d'un certain point, les vers qui se suivent ont chacun une syllabe de moins que le précédent, jusqu'à ce qu'on n'ait qu'une seule syllabe (le poème forme un losange).

## Exemples
Tes

Attraits

Pour jamais

Belle Elmire

M'ont su séduire.

Sous ton doux empire :

Content quand je te vois,

Mon ardeur pour toi

Est extrême

De même

Aime-

Moi
– Charles-François Panard
Tous

Jaloux

Sont des fous

Que je blâme :

Fi d'une flamme

Qui nous ronge l'âme !

Fais, mon cher, comme moi

Pour braver la loi

D'une amante

Changeante,

Chante,

Bois.
– Charles-François Panard